# Forssätra prestgård
Forssätra prestgård är en ofullbordad och outgiven roman av den svenska författaren Anne Charlotte Leffler, skriven mellan åren 1867 och 1869.
Manuskriptet till romanen finns i tre olika versioner i Kungliga biblioteket i Stockholm. Två av dessa är från 1868, medan den tredje är en förkortad version från 1869. Ett av manuskripten bär pseudonymen Synd.

## Tillkomst
I ett brev till sin bästa vän Thecla Sköldberg delgav Leffler de första konturerna av sin roman sommaren 1867. I november samma år avslöjade hon att hon skrivit sju kapitel. I augusti 1868 hade hon renskrivit en första version av romanen tillsammans med sin moder Gustava Leffler. Sköldberg tilläts läsa romanen och gav den omfattande kritik. Under 1869 avbröts skrivandet av att Anne Charlotte Lefflers fader, Olof Leffler, bestämde sig för att bekosta och låta förlägga tre av dotterns noveller, vilka utgavs som samlingen Händelsevis (1869). Efter denna återupptogs arbetet med Forssätra prestgård än en gång. Mot slutet av 1869 skickades ännu en reviderad version till Sköldberg för bedömning. Efter detta rann arbetet återigen ut i sanden, denna gången för att aldrig återupptas.
Monica Lauritzen har beskrivit boken som "ett hopkok på kända svenska romaner från Fredrika Bremers Familjen H*** till Emilie Flygare-Carléns En natt vid Bullarsjön och Ett köpmanshus i skärgården, med en lite extra krydda från Ibsens Brand."

## Handling
I Forssätra prestgård är protagonisten en nygift prästfru som successivt skolas in i sin nya roll som hustru. Parallellt med detta genomgår maken en känslomässig uppmjukning där han alltmer måste öppna sig för sin hustru.

## Teman

### Kärlekens irrvägar
Forssätra prestgård behandlar "det goda äktenskapets utformning och frågan om hur en "riktig qvinna" ska vara beskaffad." För att förstärka kvinnornas utsatthet använde sig Leffler av inslag som förlupna döttrar, utomäktenskapliga barn, trolösa män med mera.

### Fotnoter
1. 1 2  Lauritzen 2012, s. 58-69
2. ↑  ”Anne Charlotte Lefflers papper”. Arken. Kungliga Biblioteket. Arkiverad från originalet den 4 juli 2019. https://web.archive.org/web/20190704203143/https://arken.kb.se/SE-S-HS-L4. Läst 27 november 2012.
3. ↑  Gedin et al 2013, s. 21
4. 1 2  Lauritzen 2012, s. 62